# Fiduciaire de France
 (mars 2025).
Motif : Pas assez de sources pour montrer la notoriété de cette société.
- Archive Wikiwix
- Bing
- Cairn
- DuckDuckGo
- E. Universalis
- Gallica
- Google
- G. Books
- G. News
- G. Scholar
- Persée
- Qwant
- (zh) Baidu
- (ru) Yandex
- (wd) trouver des œuvres sur Wikidata

| 1. | Préciser le motif de la pose du bandeau. | Précisez le motif de la pose du bandeau en utilisant la syntaxe suivante : {{admissibilité à vérifier\|date=avril 2025\|motif=remplacez ce texte par le motif}}                           |
| 2. | Informer les utilisateurs concernés.     | Pensez à avertir le créateur de l'article, par exemple, en insérant le code ci-dessous sur sa page de discussion : {{subst:avertissement admissibilité à vérifier\|Fiduciaire de France}} |

La Fiduciaire de France est le cabinet d'avocats qui a donné naissance par scission, d'une part, à la branche française de KPMG et, d'autre part, de FIDAL.

## Historique
En 1921,  Albert Liothaud, expert-comptable, s’inspire des fiduciaires suisses pour établir La Fiduciaire de France, à Grenoble. En 1922, les frères Fernand et Léon Galtier, dirigeants d’un cabinet d’expertise, rejoignent le comité de direction et s’attellent à la fiscalité : « C’est par la fiscalité qu’il faut commencer, car c’est elle qui forcera à la rigueur comptable ». Le cabinet quitte ses modestes locaux et s’installe rue de Penthièvre à Paris.
En 1924,  Albert Meary entre au conseil de direction : l’équipe des pionniers est au complet. Il développe les activités de conseil juridique, fiscal et comptable. Il impulse la décentralisation qui permet d’être plus près du client et donc plus rapidement à sa disposition. Fin 1928, la Fiduciaire de France compte déjà 10 directions régionales et 24 bureaux.
En 1945, une ordonnance de l’Ordre des experts comptables impose la scission entre les activités comptables d’une part, et les activités juridiques et fiscales d’autre part. La Fiduciaire de France est conservée comme société d’expertise comptable et deviendra le représentant de KPMG en France. La Société juridique et fiscale de France est créée de manière indépendante pour regrouper les activités de conseil juridique et fiscal. Elle deviendra la FIDAL.

## Référence
1. 1 2 3  « Le plus grand cabinet d’avocats d’affaires français - Cabinets d'Avocats - Fidal », sur fidal.com (consulté le 3 août 2019).